# Vester Nebel (Esbjerg)
Vester Nebel is een plaats in de Deense regio Zuid-Denemarken, gemeente Esbjerg, en telt 425 inwoners (2007).